# مايكل إغناتييف
مايكل غرانت إغناتييف (بالإنجليزية: Michael Grant Ignatieff)؛ (12 مايو\أيار 1947م) هو مؤلف كندي، ورجل سياسي أكاديمي سابق. كان رئيس الحزب الليبرالي الكندي ، وزعيم المعارضة الرسمية في البرلمان الكندي من عام 2008م وحتى عام 2011م. عُرف أيضاً بعمله مؤرخًا لتوليه مناصب أكاديمية عُليا في جامعة كامبردج، وجامعة أكسفورد، وجامعة هارفارد وجامعة تورونتو.
خلال فترة حياته بالمملكة المتحدة من 1978م إلى 2000م، ذاع صيت إغناتييف بصفته مذيعًا تلفيزيونيًا وإذاعيًا، كما صار كاتب المقال الافتتاحي لجريدة (ذا أوبزرفر- ذا أوبزرفر) البريطانية. وقد بثت له البي بي سي عام 1993م سلسلته الوثائقية (الدم والانتماء: رحلات إلى القومية الجديدة) (بالإنجليزية: Blood and Belonging: Journeys into the New Nationalism)؛التي فاز بها بجائزة (غيميني-Gemini Award) الكندية. فاز أيضاً الكتاب المذكور أعلاه بجائزة (غوردون مونتادور- Gordon Montado) لأفضل كتاب كندي يعرض قضية اجتماعية وجائزة (ليونيل غيلبر-Lionel Gelber) من جامعة تورونتو.
كذلك نالت مذكراته (الألبوم الروسي-The Russian Album) جائزة (الحاكم العام) الكندية للأدب، وجائزة (المجتمع الملكي البريطاني) للأدب والمسماة بجائزة (هنيمان) عام 1988م. وعلى غرار ما سبق فإن رواية إغناتييف (سكار تشو-Scar Tissue) اندرجت تحت القائمة المختارة لجائزة بوكر في عام 1994م. وفي سنة 2000م انتهى إغناتييف من إلقاء محاضراته الخمس السنوية التي تعرف في كندا (بمحاضرات ماسي)، التي جاءت بعنوان (ثورة الحقوق)، كما صدرت جميع تلك المحاضرات في نسخ مطبوعة في نهاية العام ذاته.
وفي الانتخابات الفدرالية لعام 2006م، انتخب إغناتييف لمجلس العموم باعتباره عضو مجلس النواب عن مقاطعة إيتوبيكو-ليكشور. وفي ذلك العام نفسه، سعى إغناتييف لرئاسة الحزب الليبرالي الكندي ولكن في نهاية المطاف حاز رئاستها ستيفان ديون، فشغل منصب نائب رئيس الحزب
| اتجاهات سياسية                                                                                  |
| - ليبرالية - اشتراكية - شيوعية - ماركسية - علمانية - يسارية - لاسلطوية                          |
| مواضيع متعلقة                                                                                   |
| - إقطاعية - أرستقراطية - ديمقراطية - ديمقراطية ليبرالية - ديكتاتورية - جمهورية - ملكية - عبودية |
| تحرير                                                                                           |

## روابط خارجية
- مايكل إغناتييف على موقع IMDb (الإنجليزية)
- مايكل إغناتييف على موقع الموسوعة البريطانية (الإنجليزية)
- مايكل إغناتييف على موقع مونزينجر (الألمانية)
- مايكل إغناتييف على موقع ألو سيني (الفرنسية)
- مايكل إغناتييف على موقع ميوزك برينز (الإنجليزية)
- مايكل إغناتييف على موقع أول موفي (الإنجليزية)
- مايكل إغناتييف على موقع إن إن دي بي (الإنجليزية)
- مايكل إغناتييف على موقع قاعدة بيانات الفيلم (الإنجليزية)
- مايكل إغناتييف على موقع كينوبويسك (الروسية)